# 欧文·斯通
欧文·斯通（Irving Stone，出生时名为Tennenbaum；1903年7月14日—1989年8月26日）是一位美国传记作家，著名作品包括《渴望生活》（1934，梵高传）和《苦恼与狂喜》（1961年，米开朗琪罗传）。

## 生平
欧文·斯通出生于旧金山，1923年在加州大学伯克利分校获得文学学士学位，1924年在南加利福尼亚大学获得硕士学位。早年靠写作剧本和侦探小说为生。1934年在被17家出版商拒绝之后，《渴望生活》得以出版，并成为畅销书，欧文·斯通也因此名声大噪，后来又陆续为米开朗基罗、亚伯拉罕·林肯、达尔文和佛洛依德作传。1989年他在洛杉矶逝世。